# می‌خواهی بخواه، نمی‌خواهی نخواه
می‌خواهی بخواه، نمی‌خواهی نخواه (انگلیسی: Take It or Leave It) یک فیلم موزیکال کمدی به کارگردانی بنجامین استولاف است که در سال ۱۹۴۴ منتشر شد. از بازیگران فیلم می توان به فیل سیلورز، رالف سنفورد، نلا واکر و نانا برایانت اشاره کرد.